# Quadrangle de Juno Chasma
Le quadrangle de Juno Chasma (littéralement :  quadrangle du gouffre de Junon), aussi identifié par le code USGS V-47, est une région cartographique en quadrangle sur Vénus. Elle est définie par des latitudes comprises entre 25° et 50° S et des longitudes comprises entre 90° et 120° E,. Il tire son nom du gouffre de Junon.